# Médaille de la première campagne du Kouban
La médaille de la première campagne du Kouban (en russe : « Знак 1-го Кубанского (Ледяного) похода ») est une décoration datant de la guerre civile russe, instituée en août 1918 par décret du commandant en chef des Forces armées du Sud de la Russie le général Dénikine.
Cette décoration a été instituée en souvenir de la première campagne du Kouban de l’armée des volontaires pour tous les participants de cette campagne. Les combattants reçurent l’insigne avec le ruban aux couleurs de l’ordre de Saint-Georges, les non-combattants avec le ruban aux couleurs de l’ordre de Saint-Vladimir. L’insigne représente une couronne d’épines d’argent transpercée par une épée avec la poignée vers le bas. Au dos est gravé le numéro de la décoration.
La médaille a été décernée à environ 5 000 récipiendaires. Celle portant le no 1 fut décernée à titre posthume au général L. Kornilov,,, les deux médailles suivantes revinrent aux généraux Alekseïev et Dénikine.
En 1939 l’Union générale des combattants russes accorde aux aînés des descendants directs de titulaires décédés le droit de porter cette médaille commémorative afin d’en perpétuer le souvenir.